# Palmaria palmata
Palmaria palmata je ceněná červená makroskopická řasa (Ruducha) rozšířená podél pobřeží severního Atlantického a Pacifického oceánu. Jedná se o komerčně významný druh, jež se v západní Evropě a Severní Americe využívá jako potravina již po několik století. Byla poprvé popsána přírodovědcem Linnaeusem v roce 1753 a označena jménem Fucus palmatus. Jako P. palmata ji později označili němečtí přírodovědci Friedrich Weber a Daniel M. H. Mohr v roce 1805.

## Morfologický popis

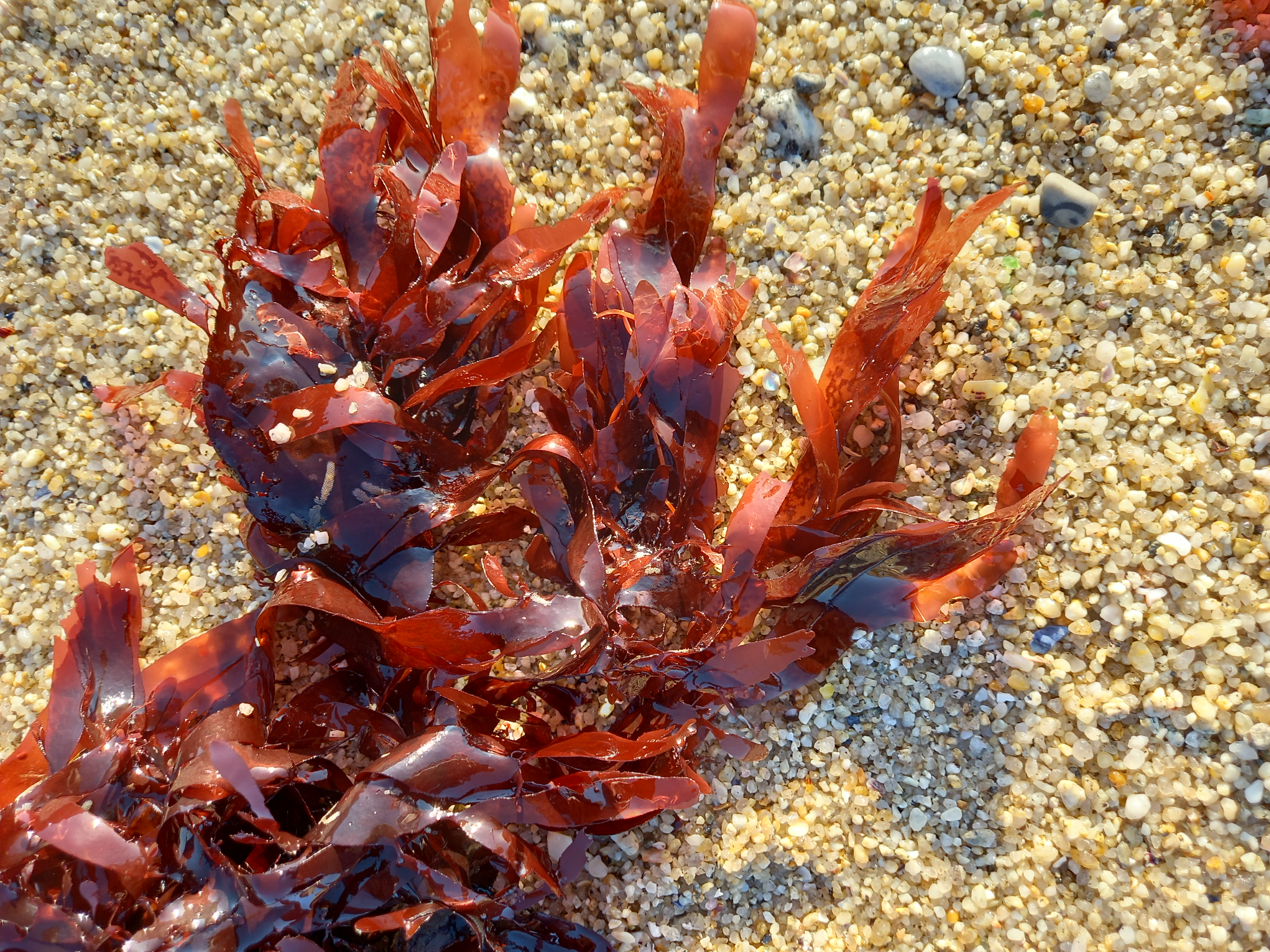
Palmaria palmata

Název řasy Palmaria palmata odráží charakteristický tvar rostliny tvořený zploštělými podlouhlými laloky, které se rozšiřují ze středu listu do tvaru ruky nebo dlaně. Lístky vyrůstají z kotoučovitého úponku prodlouženého krátkou stopkou. Jedinci mohou dorůstat až do velikosti 50 cm, obvykle však mezi 10 a 20 cm.
Ve stáří je textura listů kožovitá. Nové rostliny mají výraznou červenou barvu, zatímco starší rostliny jsou často tmavší s červenohnědou barvou. Jedinci mohou zezelenat či vyblednout v důsledku vyšších teplot a zvýšené expozice slunečnímu záření během prvních letních měsíců.

## Výskyt
P. palmata se vyskytuje na skalním podloží a balvanech v přílivové a odlivové zóně, na chráněných i mírně exponovaných pobřežích . Běžně se vyskytuje také jako epifyt na jiných makroskopických řasách, zejména na stéblech chaluh Laminaria hyperborea a Laminaria digitata. Stejně jako u jiných mořských fotosyntetických organismů je hlavním faktorem omezujícím jeho vertikální rozšíření světlo. Přestože je tento druh hojnější v prvních 10 m pod hladinou, lze jej pozorovat až do maximální hloubky přibližně 20 m v pobřežních mělčinách s mimořádně čistou vodou. V přílivové zóně jsou hlavními faktory určujícími hranici rozšíření vystavení stresu ze sucha při odlivu a také spásání měkkýši.

## Životní cyklus
Životní cyklus P. palmata je mezi Rhodophyty unikátní a pro fyziology zůstával záhadou až do roku 1980. V životním cyklu se střídají haploidní a diploidní formy a zároveň je heteromorfní s redukovaným samičím gametofytem, makroskopickým samčím gametofytem a listovým tetrasporofytem. Rostliny pozorované na pobřeží a v mělkých vodách jsou většinou tetrasporofyty a vzácněji samčí gametofyty.
Samičí gametofyty jsou drobné krustovité rostliny, u nichž jsou karpogonie neseny přímo vegetativními buňkami. Samčí gametofyt je naproti tomu čepelovitý a produkuje spermie, které mohou oplodnit karpogonie samičích krust. Po oplození karpogonium neprodukuje karpospory, ale vyvíjí se v čepelovitý tetrasporofyt. V mládí roste tetrasporofyt přichycený k samičímu gametofytu, později se vyvíjí jeho vlastní bazální systém a zcela přerůstá drobný samičí thallus. Dospělý listový tetrasporofyt, který je diploidní, meioticky produkuje tetraspory a ty se zase vyvíjejí v krustovité samičí gametofyty a listové samčí gametofyty. Samčí gametofyty se stávají plodnými během 9–12 měsíců na rozdíl od samičích gametofytů, které potřebují jen několik dní, aby pohlavně dozrály. Samčí gametofyty uvolňují spermie, které pak rychle klesají, aby se samčí a samičí gamety mohly dostat do kontaktu za účelem oplození.

## Využití

### Pohled do minulosti
P. palmata je jedním z mála druhů makroskopických řas, které jsou v Evropě a Severní Americe spojeny se starobylými stravovacími tradicemi a jejichž používání je známo již po několik století. Užívání P. palmaty jako potraviny bylo zmíněno v brehonských zákonech Irska z pátého století. Pozdější záznamy od dvanáctého století popisují sběr, sušení a obchodování s řasou pobřežními komunitami v Irsku a ve Skotsku. Tento druh byl považován za sezónní základní potravinu, často se používal jako koření podávané např. s chlebem, syrovátkovým mlékem a máslem nebo se s ním obchodovalo na místních trzích a jarmarcích. V pobřežním Norsku se pod názvem søl mohl konzumovat buď čerstvý, nebo sušený, společně se sušenými rybami. Podobné využití uvádějí i historické záznamy z Islandu z 8. století.

### Současné využití v gastronomii
Hlavním komerčním využitím P. palmaty je potravinářství. P. palmata je v porovnání s ostatními druhy dobrým zdrojem minerálů a vitaminů, obsahuje např. jód, který zabraňuje vzniku strumy, a má vysoký obsah bílkovin. Kromě pozoruhodného nutričního složení je též vysoce ceněna pro svůj jedinečný chuťový profil a používá se buď přímo jako pochutina, nebo v různých pokrmech. Spotřebiteli se často prodává v suché formě (celé listy, vločky) nebo jako přísada do výrobků (pomazánky, bylinné čajové směsi, chléb, sůl z mořských řas, hořčice). Lze ji nalézt také v čerstvé solené formě.

### Potenciální průmyslové využití
P. palmata se vyznačuje poměrně vysokým obsahem barviva fykoerytrinu, zejména v zimním období. Tento ve vodě rozpustný pigment má průmyslové využití jako barvivo v potravinářských a kosmetických výrobcích a jako fluorescenční marker v imunoanalýzách. Hlavním komerčním zdrojem fykoerytrinu jsou mikrořasy, například Porphyridium cruentum.

## Synonyma
- Fucus palmatus Linnaeus 1753
- Ulva palmata (Linnaeus) Withering 1796
- Ceramium palmatum (Linnaeus) Stackhouse 1797
- Delesseria palmata (Linnaeus) Lamouroux 1813
- Sarcophylla palmata (Linnaeus) Stackhouse 1816
- Halymenia palmata (Linnaeus) Agardh 1817
- Sphaerococcus palmatus (Linnaeus) Wahlenberg 1826
- Rhodymenia palmata (Linnaeus) Greville 1830
- Isomenia palmata (Linnaeus) Bachelot de la Pylaie 1830